# Christian Füller (Politiker)
Christian Füller (* 24. Juni 1977 in Judenburg) ist ein österreichischer Politiker (SPÖ). Er war zwischen 2006 und 2008 Abgeordneter zum Österreichischen Nationalrat und von 2010 bis 2015 Mitglied des Bundesrates. Von 10. Juli bis zum 31. Dezember 2013 war er außerdem geschäftsführender Vorsitzender der Bundesratsfraktion der SPÖ.

## Ausbildung und Beruf
Christian Füller besuchte zwischen 1983 und 1987 die Volksschule und danach bis 1991 die Hauptschule in Weißkirchen in Steiermark. Im Anschluss absolvierte Füller bis 1992 die Haushaltungsschule Fohnsdorf und erlernte danach den Beruf des Konditors. Nach seinem Lehrabschluss 1995 arbeitete Füller als Konditor und leistete 1997/98 seinen Präsenzdienst ab. 1998 gab Füller seinen Beruf als Konditor auf und wechselte zu AT & S Fohnsdorf, wo er bis 2004 arbeitete.

## Politische Laufbahn
Christian Füller ist Mitglied des Stadtparteivorstandes der SPÖ Judenburg (Seit 1997), Mitglied des Stadtparteipräsidiums (seit 1999), Mitglied des Bezirksparteivorstandes (seit 1998) und Mitglied des Bezirksparteipräsidiums (seit 2003). Seit dem Jahr 2000 vertritt er die SPÖ im Gemeinderat von Judenburg und engagierte sich zudem stark in der Jungen Generation der SPÖ Steiermark. Er war zwischen 1998 und 2007 Stadtvorsitzender und zwischen 1998 und 2007 Bezirksvorsitzender der Jungen Generation. Von 2004 bis 2008 ist er deren Landesgeschäftsführer. 2004 wurde er in den Landesparteivorstand kooptiert und war von 2007 bis 2014 Bezirksparteivorsitzender der SPÖ Judenburg. Seit dem 24. Juni 2014 ist er stellvertretender Vorsitzender der Regionalorganisation SPÖ Obersteiermark West.
Christian Füller vertrat ab dem 30. Oktober 2006 die SPÖ im österreichischen Nationalrat. Er erhielt ein Mandat des Wahlkreises 6H (Steiermark West) und vertrat die SPÖ in der XXIII. Gesetzgebungsperiode in den parlamentarischen Ausschüssen für Immunität, Konsumentenschutz, Menschenrechte, Bauten und Familie. Nach den Verlusten der SPÖ bei der Nationalratswahl 2008 verlor Füller sein Mandat und schied per 27. Oktober 2008 aus dem Nationalrat aus.
Schwerpunkte seiner Arbeit waren nach eigenen Angaben die Vertretung der Bevölkerung seines Wahlkreises, der Kampf gegen die Abwanderung aus den Bezirken Murau sowie Judenburg und Knittelfeld (heute: Murtal) sowie die Politik für die "Schwächeren" in der Gesellschaft.
Füller wurde am 21. Oktober 2010 erstmals als vom Steirischen Landtag entsandtes Mitglied des Bundesrates angelobt und war ab 12. März 2013 stellvertretender Fraktionsvorsitzender der Bundesratsfraktion der SPÖ. Während seiner Zeit im Bundesrat war er außerdem Vorsitzender des Justizausschusses und Bereichssprecher für Inneres und Justiz. Nach der Landtagswahl in der Steiermark 2015 schied Christian Füller am 15. Juni 2015 aus dem Bundesrat aus.